# Casa Grande (Arizona)
Casa Grande – miasto (city) w obszarze metropolitalnym Phoenix, w hrabstwie Pinal, w południowej części stanu Arizona. Według spisu w 2020 roku liczy 53,7 tys. mieszkańców. Jest 19. co do wielkości miastem Arizony. Leży 80 km na południe od Phoenix i 110 km na północny zachód od Tucson. 
Miasto założone zostało w 1915 jako town, od 1959 ma status city. Jego nazwa pochodzi od położonych nieopodal XIV-wiecznych ruin Casa Grande, będących pomnikiem narodowym.
W okolicy rozwinięte jest rolnictwo (uprawa bawełny, lucerny i owoców) oraz górnictwo (wydobycie miedzi, srebra i złota).